# Tweelingkrabspin
De tweelingkrabspin (Xysticus audax) is een spin uit de familie van de krabspinnen (Thomisidae). De wetenschappelijke naam van de soort werd in 1803 als Aranea audax gepubliceerd door Franz Paula von Schrank.
Het mannetje wordt 5 mm groot, het vrouwtje 8 mm. Bij het vrouwtje is het kopborststuk donkerbruin met een grijsbruine middenstreep. Het achterlijf heeft een variabele tekening van driehoeken, dwarslijnen en/of donkere en lichte vlekken. De poten hebben contrasterende donkerbruine vlekken, de voorpoten lijken soms helemaal donkerbruin. Deze spin lijkt erg op de gewone krabspin (Xysticus cristatus). Ze leven op graslanden en zanderige gebieden in het Palearctisch gebied.

## Ondersoorten
- Xysticus audax audax
- Xysticus audax massanicus Simon, 1932[3]